# Перша футбольна ліга Федерації Боснії і Герцеговини
Перша ліга Федерації Боснії і Герцеговини (босн. Prva nogometna liga Federacije Bosne i Hercegovine) — друга за рівнем (разом з Першою лігою Республіки Сербської) футбольна ліга в Боснії і Герцеговині.
У змаганні беруть участь 16 команд, кожна з яких грає по 30 матчів за круговою системою. Переможець підвищується у класі та потрапляє до Прем'єр-ліги, найгірші команди вибувають до Другої ліги Федерації Боснії і Герцеговини.

## Чемпіони
- 1995–96 «Босна» (Північ), «Радник» (Південь)
- 1996–97 «Дрина» (Північ), «Олімпік» (Південь)
- 1997–98 «Будучност» (Північ), «Іскра» (Центр), «Врбанюса» (Південь)
- 1998–99 «Країна»
- 1999–00 «Травнік»
- 2000–01 «Груде»
- 2001–02 «Жепче»
- 2002–03 «Травнік»
- 2003–04 «Будучност»
- 2004–05 «Єдинство» Б
- 2005–06 «Вележ»
- 2006–07 «Травнік»
- 2007–08 «Звєзда»
- 2008–09 «Олімпік»
- 2009–10 «Будучност»
- 2010–11 «ГОШК»
- 2011–12 «Градина»
- 2012–13 «Вітез»
- 2013–14 «Слобода»
- 2014–15 «Младост»
- 2015–16 «Металлеге-БСІ»
- 2016–17 «ГОШК»
- 2017–18 «Слога» (Сімін Хан)
- 2018–19 «Вележ»
- 2019-20 «Олімпік»
- 2020-21 «Посуш'є»
- 2021-22 «Іґман»